# ジギョ
ジギョ（鰣魚、中国語 シーユー 鰣魚 shíyú）は、ニシン科シャッド亜科の回遊魚の一種。中国周辺の固有種。

## 概要
ジギョは、通常海水の上層で回遊している魚であるが、4月から6月になると、長江、銭塘江、閩江、珠江など、中国の川の下流域に産卵のために遡上し、かつ脂が乗っているため、季節的に現れる魚との意味から「時魚」と称し、古来珍重されてきたが、標準和名は付けられていない。明治時代の『漢和大字典』には「鰣」に「ひらこのしろ」の注が見られるなど、ヒラコノシロやオナガコノシロと記した字書、辞書、料理書もあるが、根拠は不明。ヒラ (魚)はニシン目ヒラ科ヒラ亜科に分類され、コノシロはコノシロ亜科で近縁種とはいえず、魚類学、水産学の書籍で使っている例は見いだせない。なお、国字の「鰣」は「ハス」と読むが、これは全く異なるコイ科の魚である。広東省では「三黎」、「三鯠」（広東語 サームライ）と称する。古名に「魱」（ゴ、hú）、「鯦」（キュウ、jiù）、「當魱（当互）」、「魱鮥魚（河洛魚）」がある。
学名は何度も変更されており、シノニムに次がある。
- Alosa reevesii (Richardson, 1846)
- Hilsa reevesii (Regan, 1917)
- Macrura reevesii (Fowler, 1941)

いずれも、reevesii（レーベシー）という種名が入っているが、東インド会社の茶の鑑定人で、1812年に広東を訪れ、この魚の記録を残したジョン・リーヴスの名にちなむ。
一般的に成魚は、雄が体長40cm前後、体重1.3kg程度、雌が体長50cm前後、体重2kg程度。最大60cm以上になるものもある。体色は銀灰色で、背側が黒っぽく、腹側が白っぽい。体は長いひし形に近く、Ｖ字型の長い尾鰭を持つ。
中国周辺の黄海南部から、台湾、フィリピン西部にかけての海域に生息する。春に淡水域まで遡上した成魚は、5月ごろ産卵した後、海に戻る。一尾で200万粒程度の卵を産む。産卵後1日程度で孵化し、稚魚は淡水域で数ヶ月育ち、秋の9月-10月に海に移動する。3年で成魚となるといわれる。
長江流域を中心に、かつて、年間数百トン獲れ、1974年には1500トンを超えたともいわれる。当時は湖南省の洞庭湖や、さらに上流でも捕獲できたが、乱獲によって1980年代には年間1トン未満となり、幻の魚と呼ばれるようになった。このため、資源が枯渇するのを防止すべく、中国政府は1988年に国家一級野生保護動物に指定し、現在は捕獲を禁じている。

## 利用

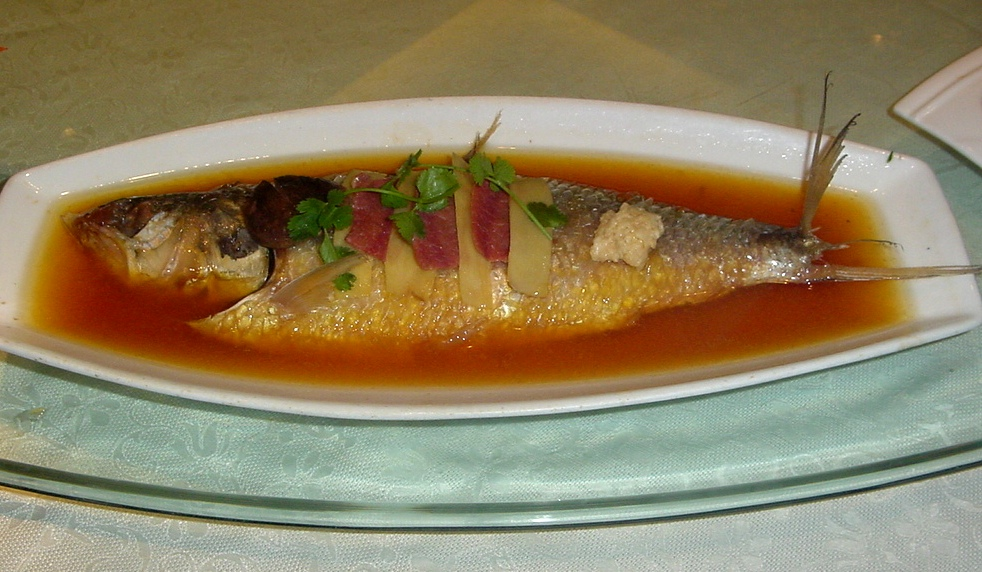
江蘇省の淮揚料理の清蒸鰣魚（品種は不明）

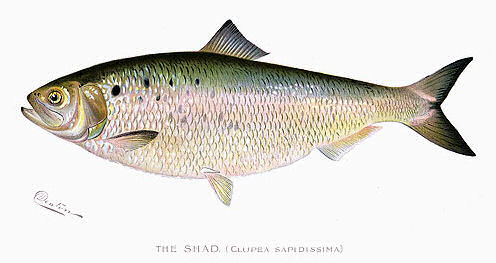
代用品とされるアメリカシャッド(西鰣)

春の、産卵時期より早い4月末から5月ごろが旬で、脂がのっている。川を遡上する途中で、餌はあまり取らないため、上流になるほど脂は落ち、風味も下がるとされる。新鮮なものを、蒸し魚とすることが好まれた。鱗は取らず、湯で表面の臭みを洗ってから、塩などで下味をつけ、ネギなどの薬味を乗せて蒸し、後でたれをかけた「清蒸鰣魚」にする場合と、ブタの網脂で覆い、シイタケ、タケノコ、金華ハムなどを乗せて、鶏がらスープをかけて蒸す場合がある。また、醤油と砂糖を使った煮物や、鍋料理などにも用いられた。鱗を取らないのは、鱗が柔らかくて脂がのっているためとされるが、旧暦の端午の節句を過ぎると硬くなり食べられなくなる。
20世紀には、特に長江流域の鎮江市から南京市辺りの名物料理とされた。
現在、中国ではジギョの捕獲が禁止されているため、中国で養殖された別属のアメリカシャッド（American shad、中国語 西鰣）が「鰣魚」と称して流通しているが、少量にすぎず、しかも高価である。

## 歴史
後漢の『説文解字』「鯦、當互也」の記載がある。『爾雅』「釈魚」にも「鯦、當魱」の記載がある。
明以降には皇帝への献上品として用いられた。南京は産地であって新鮮なものが食べられたが、北京に都が移ると輸送が難しくなり、腐敗が始まって臭くなったため、「臭魚」とも呼ばれた。
清の書籍には具体的な産地や調理法の記録も多くなる。浙江省紹興周辺の言葉を集めた范虎の『越諺』には、「厳瀬、富陽の物が良く、味が倍加する。滋味は鱗と皮の間にある。」と記載されている。『中饋録』には調理法として、「わたは取るが鱗は取らず、布で血を拭き取り、鍋に入れて、花椒、砂仁、醤、水、酒、ネギを加えて和え、蒸す。」と具体的に書かれている。陸以湉の『冷廬雑識』には、「杭州で鰣魚が初物として出回る時には、富豪がこぞって買いにやるため、値が高く、貧乏人は食べられない。」との記述がある。また、清の詩人袁枚は『随園食単』の「江鮮単」で、エツ類と同様に甘い酒の麹や醤油と共に蒸したり、油をひいて焼くのが良い、風味が全くなくなるので、間違ってもぶつ切りにして鶏肉と煮たり、内臓や皮を取って調理してはならない、と述べている。

## 近縁種
世界で5種ほどの同属種が報告されており、近縁属のアロサ属（シャッド、中国語 西鰣）に約20種が報告されているが、中国のジギョが最も大きい。中国語の漢字「鰣」も、アロサ属にも用いられる。これらと区別する意味でジギョを「中華鰣」と呼ぶ場合がある。

### テヌアロサ属Tenualosa
テヌアロサ属 Tenualosa

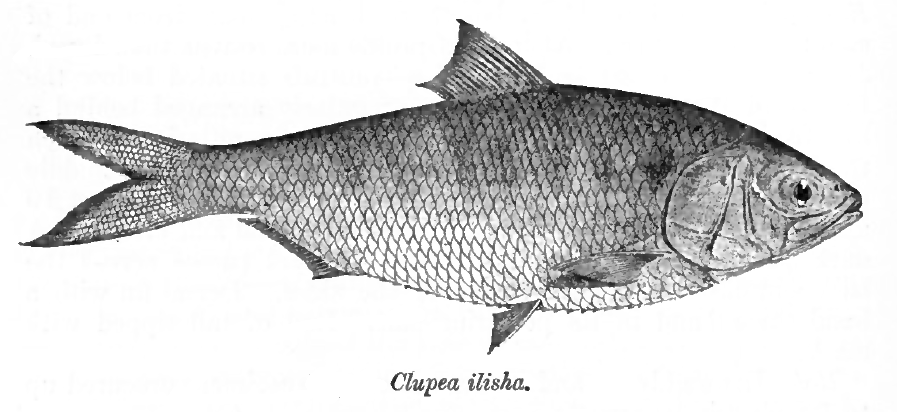
バングラデシュの最重要魚。'。

- Tenualosa thibaudeaui - タイの周辺に生息。英語でLaotian shad、タイ語でプラー・マクパーン。
- Tenualosa ilisha - インド洋を回遊する、バングラデシュの最重要魚。紅海周辺でも獲れる。ベンガル語でイリシ、英語でHilsa shad、中国語で「印度鰣」。
- Tenualosa toli - 英語でToli shad、マレーシア語でterubok。インド洋に生息し、マレーシアでよく獲られ、魚油も利用される。
- Tenualosa kelee - 英語でKelee shad、中国語で「凱氏鰣」。
- Tenualosa macrura - インドネシア周辺に生息。シンガポール、マレーシア、タイにも分布し、中華食材となっている。英語でLongtail shad、マレーシア語でikan bengkalis、terubok、temparik、インドネシア語で ikan terubuk、中国語で「長尾鰣、刺殻魚」。頭がジギョより小さい。

### アロサ属（ニシンダマシ属）
アロサ属（ニシンダマシ属） Alosa
- Alosa sapidissima - アメリカ合衆国東海岸。英語でAmerican shad、中国語で「美洲鰣」。中国に移入され、養殖されている。
- Alosa fallax - アフリカ西海岸産。
- Alosa pseudoharengus - アメリカ東海岸産。

## フィギュア
2006年にサントリーフーズがペットボトル入り烏龍茶の景品として付けた中国宮廷料理の満漢全席フィギュアのひとつに「清蒸鰣魚」があり、「ヒラコノシロの姿蒸し」と解説されていた。他の食材と共に蒸したタイプの料理であるが、使われている魚は、尾の形（V字型ではなく団扇状）や体型が明らかにジギョではない。色が多少異なるが、モデルはケツギョの姿蒸しと思われる。